# Venezillo mexicanus
Venezillo mexicanus is een pissebed uit de familie Armadillidae. De wetenschappelijke naam van de soort is voor het eerst geldig gepubliceerd in 1933 door Karl Wilhelm Verhoeff.